# Eleição municipal de São José de Ribamar em 1988
A eleição municipal de São José de Ribamar em 1988 ocorreu em 15 de novembro de 1988. O prefeito titular era José Câmara Ferreira (PMB). Maria Neves (PFL) foi eleita prefeita de São José de Ribamar, derrotando o médico e candidato Júlio Matos.

## Resultado da eleição para prefeito

### Primeiro turno
| Candidatos a prefeito | Candidatos a vice-prefeito | Número | Coligação                                                  | Votos recebidos | Percentual |
| --------------------- | -------------------------- | ------ | ---------------------------------------------------------- | --------------- | ---------- |
| Maria Santos (PFL)    |                            | 25     | Ribamar do Povo PFL / PDT / PSD / PSDB / PDC / PSB / PCdoB |                 |            |
| Júlio Matos (PMB)     |                            | 26     | PMB / PMDB / PTB / PDS / PL / PJ / PMC / PSC / PCB         |                 |            |